# Pedraza de Campos (kommun)
Pedraza de Campos är en kommun i Spanien.   Den ligger i provinsen Provincia de Palencia och regionen Kastilien och Leon, i den centrala delen av landet, 190 km norr om huvudstaden Madrid.